# Nhạc hội Sanremo
Festival della canzone italiana di Sanremo (tiếng Việt: Lễ hội bài hát của Ý tại Sanremo) là cuộc thi âm nhạc có giải thưởng nổi tiếng nhất tại Ý, được tổ chức hằng năm tại thị trấn Sanremo, Liguria. Cuộc thi có sự tham gia tranh tài của những ca khúc chưa từng được phát hành trước đó. Thường được biết đến là Festival di Sanremo, hay được gọi là Sanremo Music Festival (Nhạc hội Sanremo) hoặc Sanremo Music Festival Award (Giải thưởng nhạc hội Sanremo) ở ngoài lãnh thổ Ý, nhạc hội này là nguồn cảm hứng cho cuộc thi Eurovision Song Contest.
Đây là cuộc thi có tầm cỡ tương đương với các cuộc thi Premio Regia Televisiva của truyền hình, Premio Ubu của các màn biểu diễn sân khấu và Premio David di Donatello của điện ảnh, nhưng có lịch sử thi đấu lâu đời hơn.
Chương trình đầu tiên của Nhạc hội Sanremo, tổ chức vào khoảng giữa các ngày 29 và 31 tháng 1 năm 1951, được phát sóng bởi trạm phát thanh Rete Rossa của RAI và ba thí sinh duy nhất của chương trình là Nilla Pizzi, Achille Togliani và Duo Fasano. Kể từ năm 1955, tất cả chương trình của Nhạc hội đều được phát sóng trực tiếp trên kênh truyền hình Rai 1 của Ý.
Tư năm 1951 đến năm 1976, Nhạc hội được tổ chức tại Sanremo Casino, nhưng bắt đầu từ năm 1977, các Nhạc hội kế tiếp được tổ chức tại Teatro Ariston, trừ Nhạc hội năm 1990 được tổ chức tại Nuovo Mercato dei Fiori.
Từ năm 1953 đến năm 1971, với ngoại lệ là năm 1956, mỗi bài hát được thể hiện hai lần bởi hai nghệ sĩ khác nhau, mỗi màn biểu diễn sử dụng cách sắp xếp dàn nhạc riêng, với mực tiêu thể hiện ý nghĩa của cuộc thi như là một chương trình thi đấu giữa các nhà soạn nhạc, chứ không phải một cuộc thi của các ca sĩ. Trong giai đoạn này, Nhạc hội cho phép tùy chọn việc một phiên bản của bài hát được thể hiện bởi một nghệ sĩ Ý bản địa, và phiên bản còn lại được một nghệ sĩ khách mời quốc tế biểu diễn, và đây là cách nhiều nghệ sĩ ra mắt với những bản hit trên thị trường Ý trong thời gian này, như các trường hợp của Louis Armstrong, Stevie Wonder, Jose Feliciano, Roberto Carlos, Paul Anka, Yardbirds, Marianne Faithfull, Shirley Bassey, Mungo Jerry và nhiều nghệ sĩ khác.
Nhạc hội là cách để lựa chọn thí sinh đại diện cho Ý trong cuộc thi Eurovision Song Contest và là bệ phóng cho sự nghiệp của một số ca sĩ thành công nhất của Ý, trong đó có Andrea Bocelli, Paola e Chiara, Il Volo, Giorgia, Laura Pausini, Eros Ramazzotti và Gigliola Cinquetti.

## Lịch sử

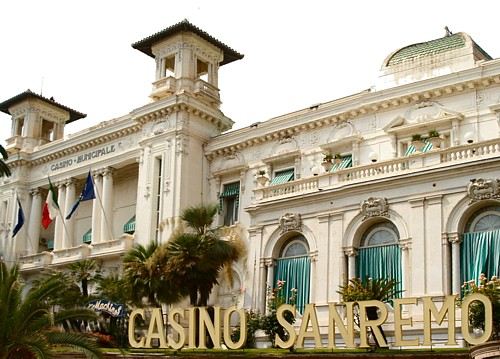
Sanremo Casino là nơi tổ chức Nhạc hội Sanremo từ năm 1951 đến năm 1976.

Trong giai đoạn sau chiến tranh thế giới thứ Hai, một trong những đề xuất để khôi phục nền kinh tế và danh tiếng của Sanremo là xây dựng một lễ hội âm nhạc tổ chức hằng năm trong thành phố. 
Mùa hè năm 1950, người quản trị của Sanremo Casino, Piero Bussetti, và người chỉ huy dàn nhạc của RAI, Giulio Razzi, thảo luận lại về ý tưởng này, và quyết định mở một cuộc thi giữa những bài hát chưa từng được phát hành. Với tên chính thức là Festival della Canzone Italiana (tiếng Việt: Lễ hội bài hát của Ý), chương trình đầu tiên của Nhạc hội được tổ chức tại Sanremo Casino vào các ngày 29, 30 và 31 tháng 1 năm 1951. Chung kết của cuộc thi được phat sóng trên kênh Rete Rossa, kênh phát thanh quan trọng thứ hai của RAI.
Hai mươi ca khúc đã tham gia cuộc thi, và chỉ được biểu diễn bởi ba nghệ sĩ duy nhất–Nilla Pizzi, Duo Fasano và Achille Togliani.
Bắt đầu từ chương trình thứ ba của Nhạc hội, tổ chức năm 1953, mỗi bài hát được hai nghệ sĩ khác nhau biểu diễn với dàn nhạc và sắp xếp âm nhạc riêng biệt. Hai năm sau, vào năm 1955, Nhạc hội được phát sóng lần đầu trên truyền hình, do một phần của đêm chung kết cũng được phát sóng trên kênh Programma Nazionale của RAI. Đêm chung kết của chương trình năm 1955 cũng được phát sóng tại Bỉ, Pháp, Đức, Hà Lan và Thụy Sĩ.
Năm 1964, Gianni Ravera, người tổ chức Nhạc hội Sanremo lần thứ 14, tạo ra thay đổi nhỏ trong luật chơi của cuộc thi, yêu cầu mỗi bài hát được biểu diễn bởi một nghệ sĩ Ý và một ca sĩ quốc tế, điều này cho phép mỗi bài hát được thể hiện bằng bất cứ ngôn ngữ nào. Luật này được áp dụng trong cuộc thi của các năm tiếp theo. Từ năm 1967 đến năm 1971, các bài hát không bị bắt buộc phải được nghệ sĩ quốc tế biểu diễn, nhưng luật hai màn trình diễn cho một ca khúc vẫn được tuân thủ. Kể từ năm 1972, mỗi bài hát được một nghệ sĩ thể hiện một lần duy nhất.

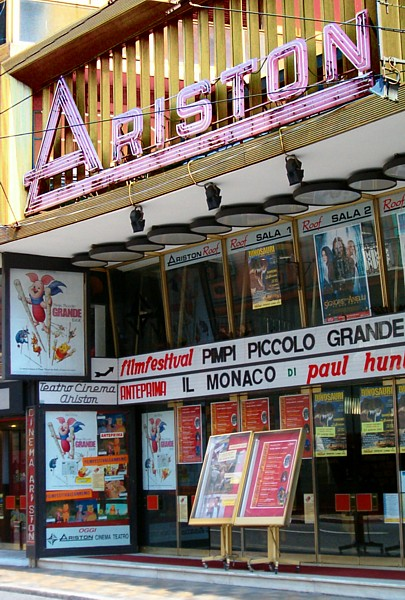
Teatro Ariston là nơi tổ chức Nhạc hội Sanremo kể từ năm 1977. Cuộc thi năm 1990 là một ngoại lệ, được tổ chức tại Palafiori, Sanremo.

Trong Nhạc hội Sanremo năm 1974, lần đầu tiên các nghệ sĩ được chia thành hai nhóm "Nghệ sĩ lớn" và "Nghệ sĩ trẻ". Cuộc thi chỉ có một người thắng cuộc, nhưng các nghệ sĩ thuộc nhóm "Nghệ sĩ trẻ" phải trải qua một vòng loại, trong khi các "Nghệ sĩ lớn" được vào thẳng vòng chung kết.
Năm 1977, Sanremo Casino, nơi tổ chức các chương trình trước đó của cuộc thi, không có khả năng để tân trang lại, do vậy cuộc thi được chuyển đến Teatro Ariston. Rạp hát này sau đó trở thành địa điểm thường xuyên tổ chức cuộc thi, mỗi năm một lần, trừ năm 1990, khi Nhạc hội được tổ chức tại Nuovo Mercato dei Fiori, hay được biết đến như là Palafiori.
Năm 1980, các bài nhạc đệm được thu âm trước đã thay thế dàn nhạc, trong khi các màn biểu diễn có bật bản ghi âm được cho phép sử dụng trong đêm chung kết năm 1983. Vào các năm 1984 và 1985, tất cả nghệ sĩ được yêu cầu phải trình diễn với bản thu âm bật sẵn, trong khi các màn biểu diễn trực tiếp với dàn nhạc được giới thiệu trở lại vào năm 1986.
Cũng trong những năm này, cuộc thi có một số thay đổi khác. Năm 1982, các nhà báo âm nhạc được chương trình chấp thuận đã quyết định tạo ra một giải thưởng để ghi nhận ca khúc xuất sắc nhất cuộc thi. Kể từ năm 1983, giải thưởng được chính thức trao tặng ngay tại cuộc thi. Giải thưởng của các nhà phê bình sau đó được đặt theo tên Mia Martini, nghệ sĩ đầu tiên nhận giải thưởng này vào năm 1982 với bài hát "E non finisce mica il cielo".
Ngoài ra, bắt đầu từ năm 1984, sự phân chia giữa các nghệ sĩ mới và các nghệ sĩ nổi tiếng trở nên rõ ràng với việc giới thiệu hai cuộc thi khác nhau với hai người thắng giải riêng biệt. 
Năm 1989, một hạng mục thứ ba, có tên gọi là Nghệ sĩ sắp tới, được giới thiệu nhưng bị gỡ bỏ ngay năm kế tiếp.
Chỉ duy nhất trong năm 1998, top 3 nghệ sĩ của nhóm nghệ sĩ mới được cho phép thi đấu trong cuộc thi chính. Điều này dẫn đến chiến thắng của ca sĩ mới ra mắt Annalisa Minetti, gây nên một số tranh cãi và dẫn đến việc trở lại thi đấu giữa các nhóm hoàn toàn riêng biệt từ năm 1999.
Sự phân biệt giữa các nhóm nghệ sĩ một lần nữa được gỡ bỏ vào năm 2004. Ở cuộc thi năm sau, thí sinh được chia thành năm nhóm khác nhau—Nghệ sĩ mới, Nghệ sĩ nam, Nghệ sĩ Nữ, Nhóm nhạc và Cổ điển. Người chiến thắng ở mỗi nhóm sẽ thi đấu để giành chiến thắng chung cuộc trong cuộc thi. Nhóm Cổ điển bị gỡ bỏ vào năm 2006, trong khi kể từ năm 2007, Nhạc hội áp dụng trở lại các luật của thập niên 1990, với hai cuộc thi ở hai nhóm riêng biệt là nghệ sĩ nổi tiếng và nghệ sĩ mới.
Năm 2009, một cuộc thi mới, tổ chức toàn bộ trên Internet, được giới thiệu bởi chủ tịch của Nhạc hội lần thứ 59, Paolo Bonolis. Với tên gọi Sanremofestival.59, cuộc thi này đã không được tổ chức vào các năm tiếp theo.

## Những người chiến thắng

### Hạng mụcNghệ sĩ lớn

#### Thập niên 1950

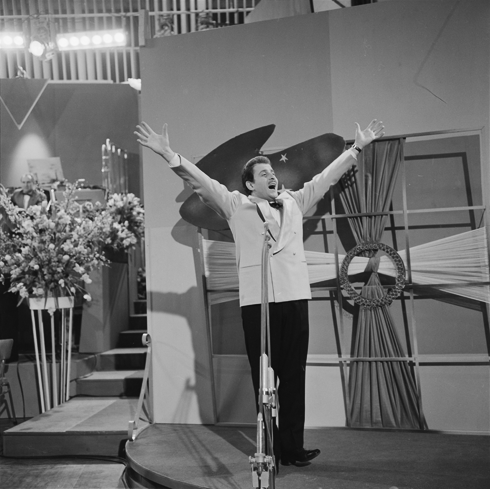
Domenico Modugno chiến thắng tại Nhạc hội Sanremo các năm 1958, 1959, 1962 và 1966.

| Năm  | Bài hát                                                                  | Nghệ sĩ                           |
| ---- | ------------------------------------------------------------------------ | --------------------------------- |
| 1951 | "Grazie dei fiori" (Saverio Seracini, Gian Carlo Testoni, Mario Panzeri) | Nilla Pizzi                       |
| 1952 | "Vola colomba" (Carlo Concina, Bixio Cherubini)                          | Nilla Pizzi                       |
| 1953 | "Viale d'autunno" (Giovanni D'Anzi)                                      | Carla Boni & Flo Sandon's         |
| 1954 | "Tutte le mamme" (Eduardo Falcocchio, Umberto Bertini)                   | Giorgio Consolini & Gino Latilla  |
| 1955 | "Buongiorno tristezza" (Mario Ruccione, Giuseppe Fiorelli)               | Claudio Villa & Tullio Pane       |
| 1956 | "Aprite le finestre" (Virgilio Panzuti, Giuseppe Perotti)                | Franca Raimondi                   |
| 1957 | "Corde della mia chitarra" (Mario Ruccione, Giuseppe Fiorelli)           | Claudio Villa & Nunzio Gallo      |
| 1958 | "Nel blu dipinto di blu" (Domenico Modugno, Franco Migliacci)            | Domenico Modugno & Johnny Dorelli |
| 1959 | "Piove (Ciao, ciao bambina)" (Domenico Modugno, Dino Verde)              | Domenico Modugno & Johnny Dorelli |

#### Thập niên 1960

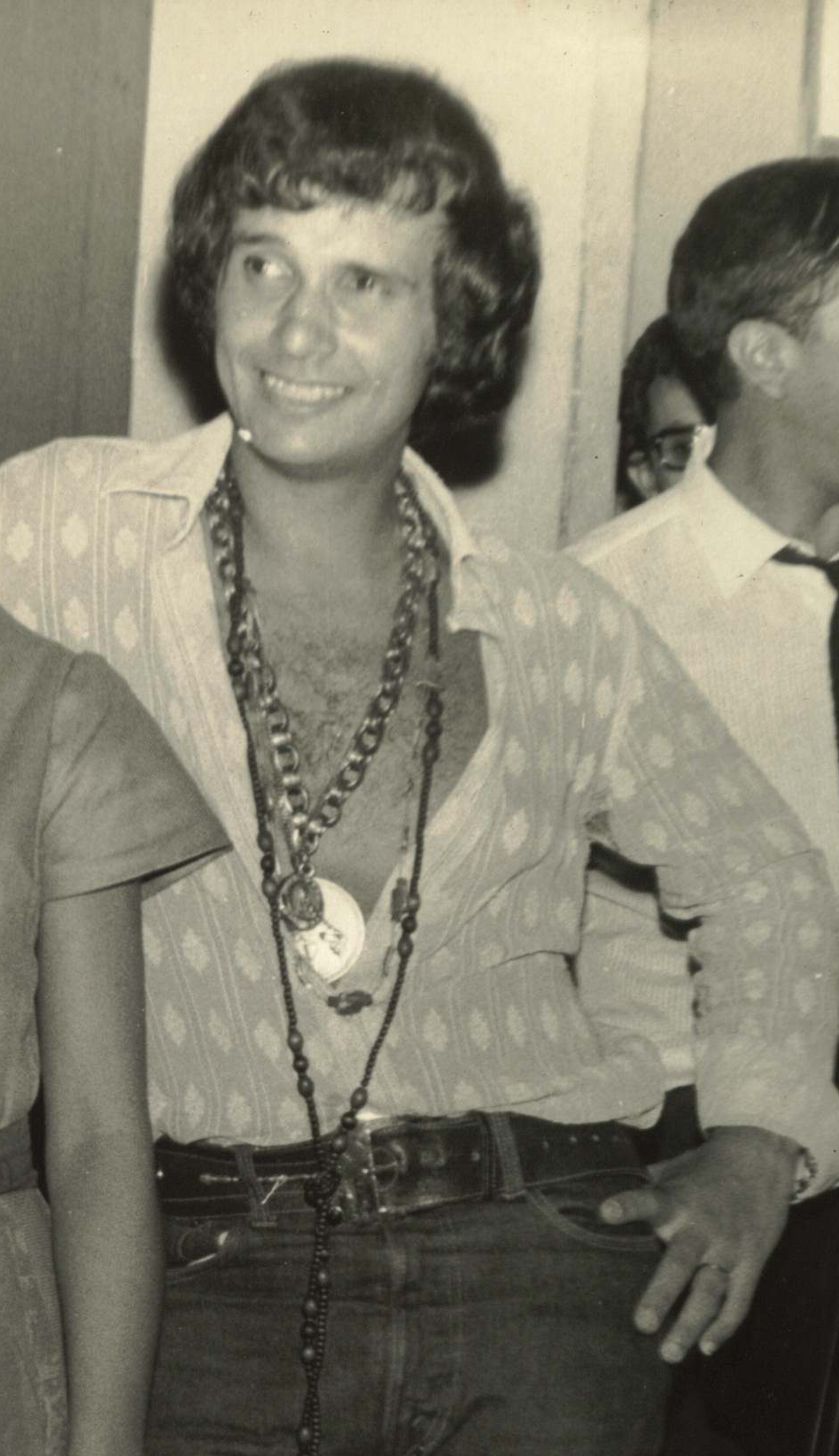
Ca sĩ người Brazil Roberto Carlos chiến thắng Nhạc hội Sanremo cùng với Sergio Endrigo vào năm 1968.

| Năm  | Bài hát                                                              | Nghệ sĩ                                |
| ---- | -------------------------------------------------------------------- | -------------------------------------- |
| 1960 | "Romantica" (Renato Rascel, Dino Verde)                              | Tony Dallara & Renato Rascel           |
| 1961 | "Al di là" (Carlo Donida, Mogol)                                     | Betty Curtis & Luciano Tajoli          |
| 1962 | "Addio, addio" (Domenico Modugno, Franco Migliacci)                  | Domenico Modugno & Claudio Villa       |
| 1963 | "Uno per tutte" (Tony Renis, Alberto Testa, Mogol)                   | Tony Renis & Emilio Pericoli           |
| 1964 | "Non ho l'età" (Nicola Salerno, Mario Panzeri, Giancarlo Colonnello) | Gigliola Cinquetti & Patricia Carli    |
| 1965 | "Se piangi, se ridi" (Gianny Marchetti, Bobby Solo, Mogol)           | Bobby Solo & The New Christy Minstrels |
| 1966 | "Dio, come ti amo" (Domenico Modugno)                                | Domenico Modugno & Gigliola Cinquetti  |
| 1967 | "Non pensare a me" (Eros Sciorilli, Alberto Testa)                   | Claudio Villa & Iva Zanicchi           |
| 1968 | "Canzone per te" (Sergio Endrigo, Luis Enriquez, Sergio Bardotti)    | Sergio Endrigo & Roberto Carlos        |
| 1969 | "Zingara" (Enrico Riccardi, Luigi Albertelli)                        | Bobby Solo & Iva Zanicchi              |

#### Thập niên 1970

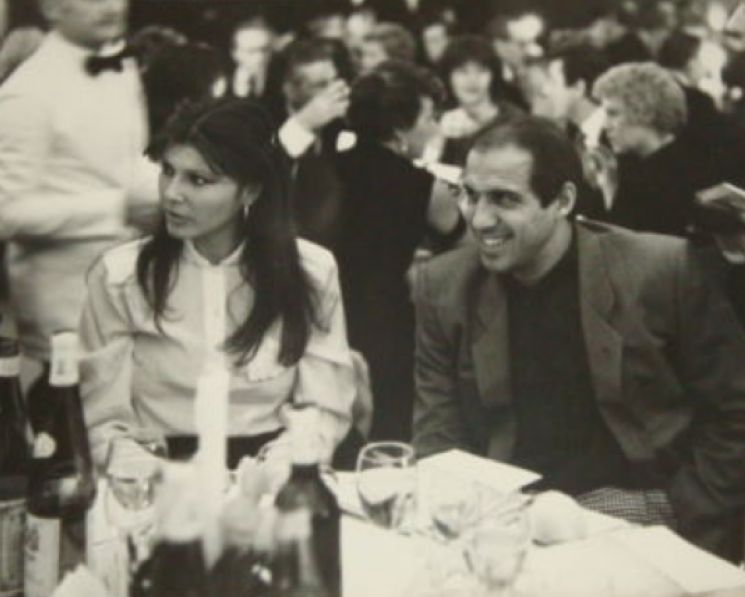
Adriano Celentano và Claudia Mori chiến thắng Nhạc hội Sanremo năm 1970.

| Năm  | Bài hát | Nghệ sĩ                          |
| ---- | --- | -------------------------------- |
| 1970 | "Chi non lavora non fa l'amore" (Adriano Celentano, Ferdinando De Luca, Luciano Beretta, Miki Del Prete)             | Adriano Celentano & Claudia Mori |
| 1971 | "Il cuore è uno zingaro" (Claudio Mattone, Franco Migliacci)                                                         | Nada & Nicola Di Bari            |
| 1972 | "I giorni dell'arcobaleno" (Nicola Di Bari, Piero Pintucci, Dalmazio Masini)                                         | Nicola Di Bari                   |
| 1973 | "Un grande amore e niente più" (Peppino Di Capri, Claudio Mattone, Gianni Wright, Giuseppe Faiella, Franco Califano) | Peppino Di Capri                 |
| 1974 | "Ciao cara, come stai?" (Cristiano Malgioglio, Italo Ianne, Claudio Fontana, Antonio Ansoldi)                        | Iva Zanicchi                     |
| 1975 | "Ragazza del sud" (Rosangela Scalabrino)                                                                             | Gilda                            |
| 1976 | "Non lo faccio più" (Salvatore De Pasquale, Fabrizio Berlincioni, Salvatore De Pasquale, Sergio Iodice)              | Peppino Di Capri                 |
| 1977 | "Bella da morire" (Renato Pareti, Alberto Salerno)                                                                   | Homo Sapiens                     |
| 1978 | "...E dirsi ciao!" (Piero Cassano, Carlo Marrale, Antonella Ruggiero, Salvatore Stellitta, Giancarlo Golzi)          | Matia Bazar                      |
| 1979 | "Amare" (Sergio Ortone, Piero Soffici, Pietro Finà)                                                                  | Mino Vergnaghi                   |

#### Thập niên 1980

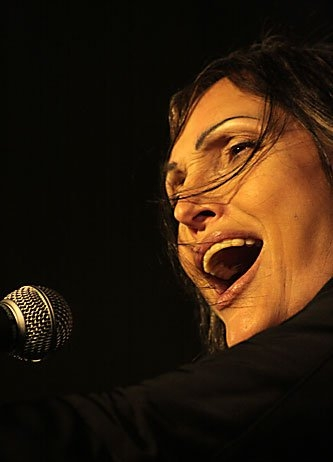
Anna Oxa chiến thắng Nhạc hội Sanremo năm 1989 cùng với Fausto Leali, biểu diễn bài hát "Ti lascerò". Cô cũng giành chiến thắng 10 năm sau với ca khúc "Senza pietà".

| Năm  | Bài hát                                                                                         | Nghệ sĩ                                        |
| ---- | ----------------------------------------------------------------------------------------------- | ---------------------------------------------- |
| 1980 | "Solo noi" (Toto Cutugno)                                                                       | Toto Cutugno                                   |
| 1981 | "Per Elisa" (Franco Battiato, Giusto Pio, Alice Visconti)                                       | Alice                                          |
| 1982 | "Storie di tutti i giorni" (Riccardo Fogli, Maurizio Fabrizio, Guido Morra)                     | Riccardo Fogli                                 |
| 1983 | "Sarà quel che sarà" (Maurizio Fabrizio, Roberto Ferri)                                         | Tiziana Rivale                                 |
| 1984 | "Ci sarà" (Dario Farina, Cristiano Minellono)                                                   | Al Bano & Romina Power                         |
| 1985 | "Se m'innamoro" (Dario Farina, Cristiano Minellono)                                             | Ricchi e Poveri                                |
| 1986 | "Adesso tu" (Eros Ramazzotti, Piero Cassano, Adelio Cogliati)                                   | Eros Ramazzotti                                |
| 1987 | "Si può dare di più" (Umberto Tozzi, Giancarlo Bigazzi, Raffaele Riefoli)                       | Gianni Morandi, Enrico Ruggeri & Umberto Tozzi |
| 1988 | "Perdere l'amore" (Marcello Marrocchi, Giampiero Artegiani)                                     | Massimo Ranieri                                |
| 1989 | "Ti lascerò" (Franco Fasano, Fausto Leali, Franco Ciani, Fabrizio Berlincioni, Sergio Bardotti) | Anna Oxa & Fausto Leali                        |

#### Thập niên 1990

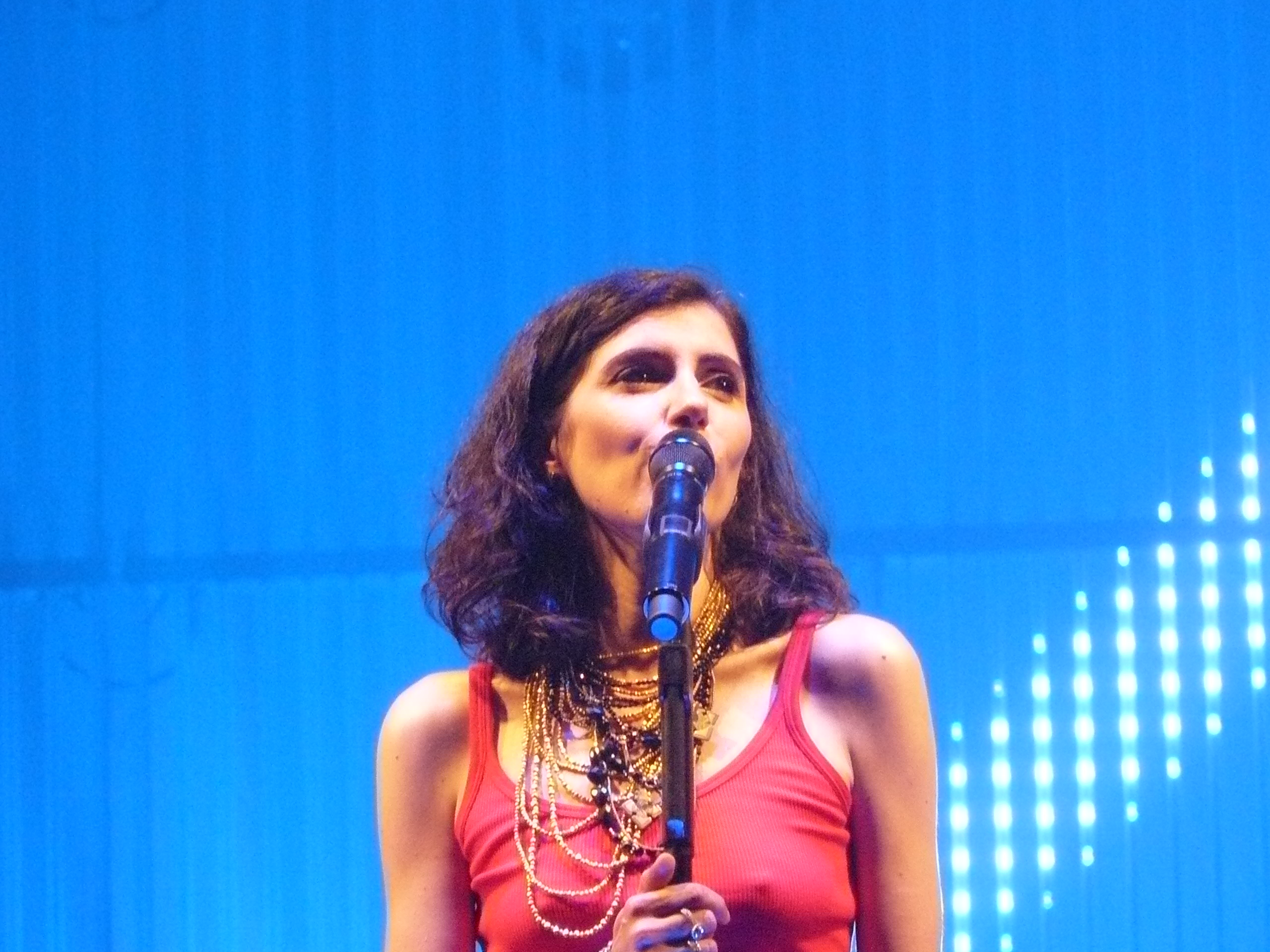
Giorgia chiến thắng Nhạc hội Sanremo năm 1995. Năm 2001, cô đạt vị trí thứ hai trong cuộc thi với bài hát "Di sole e d'azzurro".

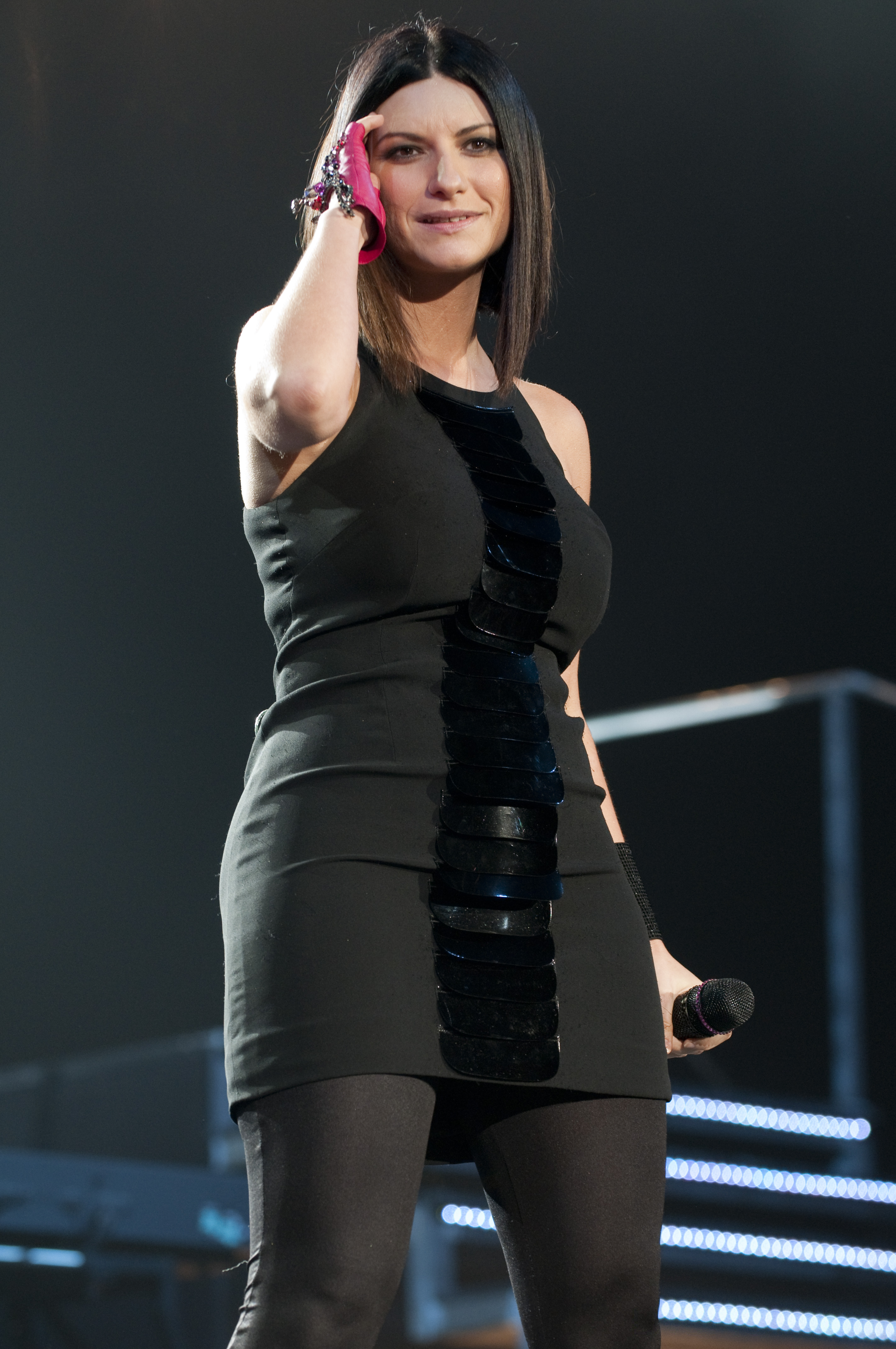
Laura Pausini bắt đầu sự nghiệp vào năm 1993, với chiến thắng ở hạng mục Nghệ sĩ mới với "La solitudine".

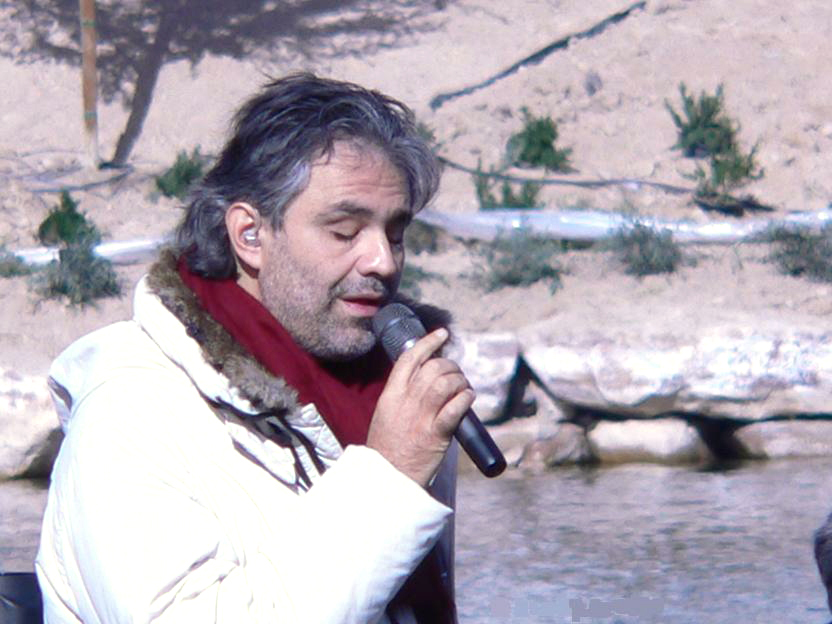
Andrea Bocelli chiến thắng hạng mục Nghệ sĩ mới tại Nhạc hội Sanremo năm 1994 với "Il mare calmo della sera".

| Năm  | Bài hát                                                                              | Nghệ sĩ                                |
| ---- | ------------------------------------------------------------------------------------ | -------------------------------------- |
| 1990 | "Uomini soli" (Valerio Negrini, Roby Facchinetti)                                    | Pooh & Dee Dee Bridgewater             |
| 1991 | "Se stiamo insieme" (Riccardo Cocciante, Mogol)                                      | Riccardo Cocciante & Sarah Jane Morris |
| 1992 | "Portami a ballare" (Luca Barbarossa)                                                | Luca Barbarossa                        |
| 1993 | "Mistero" (Enrico Ruggeri)                                                           | Enrico Ruggeri                         |
| 1994 | "Passerà" (Aleandro Baldi)                                                           | Aleandro Baldi                         |
| 1995 | "Come saprei" (Eros Ramazzotti, Vladimiro Tosetto, Adelio Cogliati, Giorgia Todrani) | Giorgia                                |
| 1996 | "Vorrei incontrarti fra cent'anni" (Rosalino Cellamare)                              | Ron with Tosca                         |
| 1997 | "Fiumi di parole" (Fabio Ricci, Alessandra Drusian, Carmela Di Domenico)             | Jalisse                                |
| 1998 | "Senza te o con te" (Massimo Luca, Paola Palma)                                      | Annalisa Minetti                       |
| 1999 | "Senza pietà" (Alberto Salerno, Claudio Guidetti)                                    | Anna Oxa                               |

#### Thập niên 2000

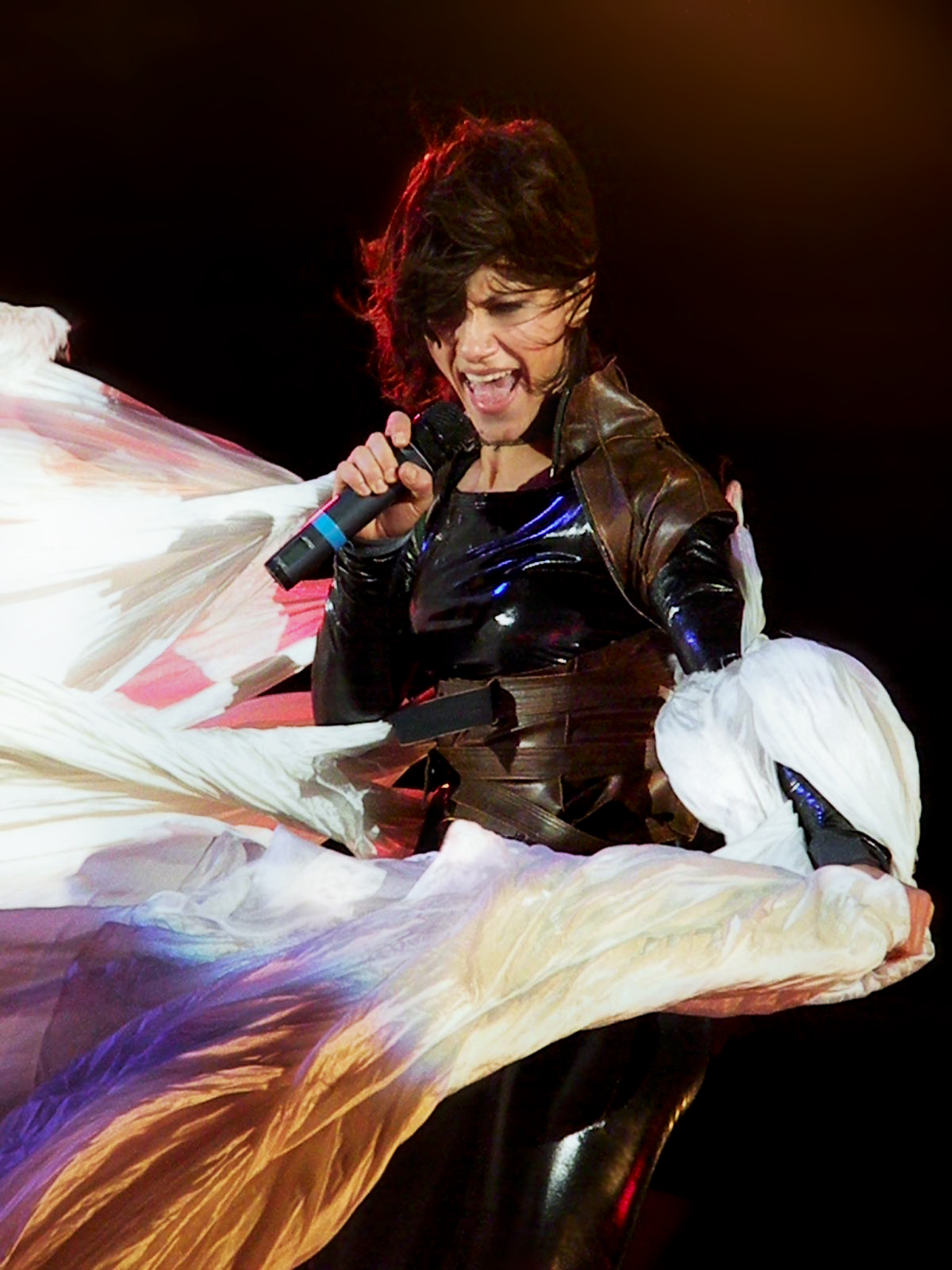
Elisa ra mắt trên sân khấu của Nhạc hội Sanremo 2001, nơi cô giành chiến thắng với bài hát "Luce (Tramonti a nord est)", đồng sáng tác với ca sĩ-người viết bài hát người Ý Zucchero. Đây là bài hát tiếng Ý đầu tiên của cô.

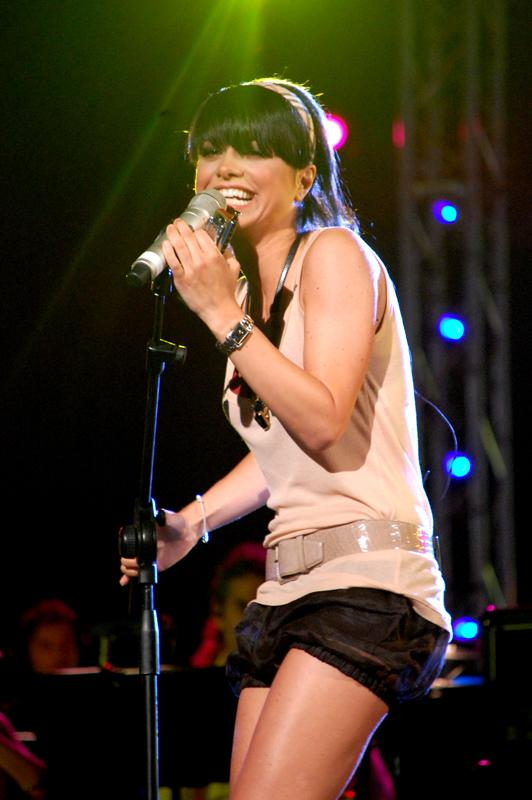
Dolcenera chiến thắng hạng mục Nghệ sĩ mới của Nhạc hội Sanremo năm 2003, với phần biểu diễn "Siamo tutti là fuori".

| Năm  | Bài hát | Nghệ sĩ                        |
| ---- | --- | ------------------------------ |
| 2000 | "Sentimento" (Fausto Mesolella, Giuseppe D'Argenzio, Ferruccio Spinetti, Domenico Ciaramella, Giuseppe Servillo) | Piccola Orchestra Avion Travel |
| 2001 | "Luce (Tramonti a nord est)" (Elisa Toffoli, Adelmo Fornaciari)                                                  | Elisa                          |
| 2002 | "Messaggio d'amore" (Giancarlo Golzi, Piero Cassano)                                                             | Matia Bazar                    |
| 2003 | "Per dire di no" (Alberto Salerno, Alessia Aquilani)                                                             | Alexia                         |
| 2004 | "L'uomo volante" (Marco Masini)                                                                                  | Marco Masini                   |
| 2005 | "Angelo" (Francesco Renga, Maurizio Zapatini)                                                                    | Francesco Renga                |
| 2006 | "Vorrei avere il becco" (Giuseppe Povia)                                                                         | Povia                          |
| 2007 | "Ti regalerò una rosa" (Simone Cristicchi)                                                                       | Simone Cristicchi              |
| 2008 | "Colpo di fulmine" (Gianna Nannini)                                                                              | Giò Di Tonno & Lola Ponce      |
| 2009 | "La forza mia" (Paolo Carta)                                                                                     | Marco Carta                    |

#### Thập niên 2010

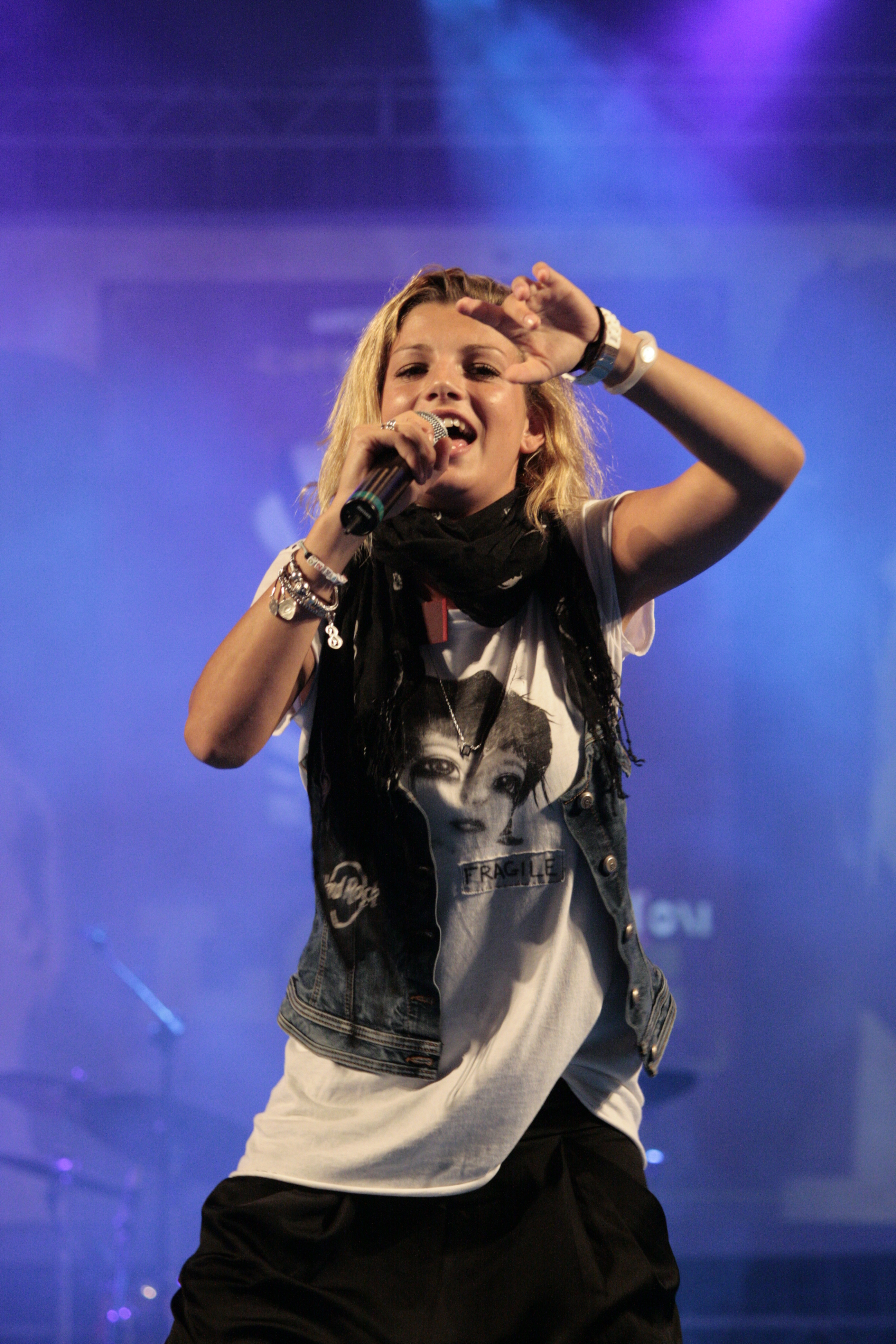
Emma Marrone, người chiến thắng Nhạc hội năm 2012 với ca khúc "Non è l'inferno"

| Năm  | Bài hát                                                                                     | Nghệ sĩ                    |
| ---- | ------------------------------------------------------------------------------------------- | -------------------------- |
| 2010 | "Per tutte le volte che..." (Pierdavide Carone)                                             | Valerio Scanu              |
| 2011 | "Chiamami ancora amore" (Roberto Vecchioni, Claudio Guidetti)                               | Roberto Vecchioni          |
| 2012 | "Non è l'inferno" (Francesco Silvestre, Enrico Palmosi, Luca Sala)                          | Emma                       |
| 2013 | "L'essenziale" (Marco Mengoni, Roberto Casalino, Francesco De Benedittis)                   | Marco Mengoni              |
| 2014 | "Controvento" (Giuseppe Anastasi)                                                           | Arisa                      |
| 2015 | "Grande amore" (Francesco Boccia, Ciro Esposito)                                            | Il Volo                    |
| 2016 | "Un giorno mi dirai" (Saverio Grandi, Gaetano Curreri, Luca Chiaravalli)                    | Stadio                     |
| 2017 | "Occidentali's Karma" (Francesco Gabbani, Filippo Gabbani, Fabio Ilacqua, Luca Chiaravalli) | Francesco Gabbani          |
| 2018 | "Non mi avete fatto niente" (Ermal Meta, Fabrizio Moro, Andrea Febo)                        | Ermal Meta & Fabrizio Moro |
| 2019 | "Soldi" (Mahmood, Dardust, Charlie Charles)                                                 | Mahmood                    |

### Hạng mục Nghệ sĩ mới

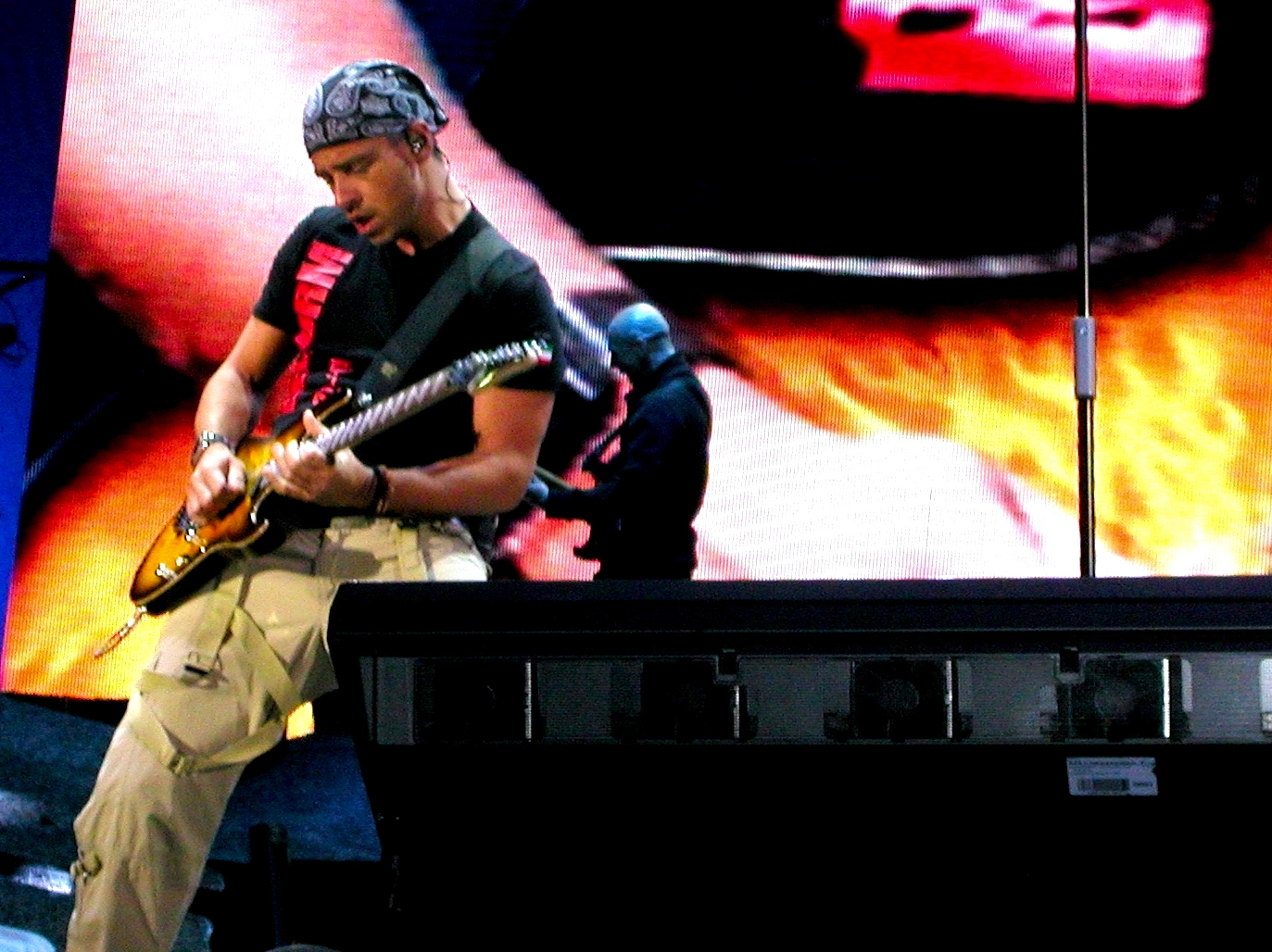
Eros Ramazzotti là người đầu tiên chiến thắng hạng mục Nghệ sĩ mới, vào năm 1984, với bài hát "Terra promessa". Anh cũng chiến thắng ở hạng mục Nghệ sĩ lớn năm 1986 với ca khúc "Adesso tu".

#### Thập niên 1980
| Năm  | Bài hát                                                                            | Nghệ sĩ          |
| ---- | ---------------------------------------------------------------------------------- | ---------------- |
| 1984 | "Terra promessa" (Eros Ramazzotti, Alberto Salerno, Renato Brioschi)               | Eros Ramazzotti  |
| 1985 | "Niente di più" (Pietro Magnini, Cavaros)                                          | Cinzia Corrado   |
| 1986 | "Grande grande amore" (Stefano D'Orazio, Maurizio Fabrizio)                        | Lena Biolcati    |
| 1987 | "La notte dei pensieri" (Luigi Albertelli, Luigi Lopez, Michele Zarrillo)          | Michele Zarrillo |
| 1988 | "Canta con noi" (Marco Battistini, Franco Sacco, Mino Reitano, Riccardo Bolognesi) | Future           |
| 1989 | "Canzoni" (Amedeo Minghi)                                                          | Mietta           |

#### Thập niên 1990
| Năm  | Bài hát                                                                           | Nghệ sĩ                           |
| ---- | --------------------------------------------------------------------------------- | --------------------------------- |
| 1990 | "Disperato" (Marco Masini, Giancarlo Bigazzi, Giuseppe Dati)                      | Marco Masini                      |
| 1991 | "Le persone inutili" (Giuseppe Dati, Paolo Vallesi)                               | Paolo Vallesi                     |
| 1992 | "Non amarmi" (Aleandro Baldi, Giancarlo Bigazzi, Marco Falagiani)                 | Aleandro Baldi & Francesca Alotta |
| 1993 | "La solitudine" (Pietro Cremonesi, Angelo Valsiglio, Federico Cavalli)            | Laura Pausini                     |
| 1994 | "Il mare calmo della sera" (Giampietro Felisatti, Gloria Nuti, Adelmo Fornaciari) | Andrea Bocelli                    |
| 1995 | "Le ragazze" (Claudio Mattone)                                                    | Neri per Caso                     |
| 1996 | "Non ci sto" (Claudio Mattone)                                                    | Syria                             |
| 1997 | "Amici come prima" (Paola Iezzi, Chiara Iezzi)                                    | Paola e Chiara                    |
| 1998 | "Senza te o con te" (Massimo Luca, Paola Palma)                                   | Annalisa Minetti                  |
| 1999 | "Oggi sono io" (Alex Britti)                                                      | Alex Britti                       |

#### Thập niên 2000
| Năm  | Bài hát                                                                  | Nghệ sĩ          |
| ---- | ------------------------------------------------------------------------ | ---------------- |
| 2000 | "Semplice sai" (Frank Minoia, Giovanna Bersola)                          | Jenny B          |
| 2001 | "Stai con me (Forever)" (Stefano Borzi, Enzo Caterini, Sandro Nasuti)    | Gazosa           |
| 2002 | "Doppiamente fragili" (Marco Del Freo, David Marchetti)                  | Anna Tatangelo   |
| 2003 | "Siamo tutti là fuori" (Emanuela Trane)                                  | Dolcenera        |
| 2005 | "Non credo nei miracoli" (Laura Bonometti, Mario Natale)                 | Laura Bono       |
| 2006 | "Sole negli occhi" (Riccardo Maffoni)                                    | Riccardo Maffoni |
| 2007 | "Pensa" (Fabrizio Mobrici)                                               | Fabrizio Moro    |
| 2008 | "L'Amore" (Luca Fainello, Roberto Tini, Diego Fainello)                  | Sonohra          |
| 2009 | "Sincerità" (Giuseppe Anastasi, Maurizio Filardo, Giuseppe Mangiaracina) | Arisa            |

#### Thập niên 2010
| Năm  | Bài hát                                                                                       | Nghệ sĩ            |
| ---- | --------------------------------------------------------------------------------------------- | ------------------ |
| 2010 | "Il linguaggio della resa" (Tony Maiello, Fio Zanotti, Fabrizio Ferraguzzo, Roberto Cardelli) | Tony Maiello       |
| 2011 | "Follia d'amore" (Raphael Gualazzi)                                                           | Raphael Gualazzi   |
| 2012 | "È vero (che ci sei)" (Matteo Bassi, Emiliano Bassi)                                          | Alessandro Casillo |
| 2013 | "Mi servirebbe sapere" (Antonio Maggio)                                                       | Antonio Maggio     |
| 2014 | "Nu juorno buono" (Rocco Pagliarulo, Alessandro Merli, Fabio Clemente)                        | Rocco Hunt         |
| 2015 | "Ritornerò da te" (Giovanni Caccamo)                                                          | Giovanni Caccamo   |
| 2016 | "Amen" (Fabio Illacqua, Francesco Gabbani)                                                    | Francesco Gabbani  |
| 2017 | "Ora mai" (Raffaele Esposito, Rory Di Benedetto, Rosario Canale)                              | Lele               |
| 2018 | "Il ballo delle incertezze" (Niccolò Moriconi)                                                | Ultimo             |
| 2019 | "Centomila volte" (Tony Maiello, Enrico Palmosi, Ivan Bentivoglio)                            | Einar              |
| 2019 | "Gioventù bruciata" (Alessandro Mahmoud, Stefano Ceri)                                        | Mahmood            |

### Hạng mục khác
| Năm  | Hạng mục                                 | Bài hát                                              | Nghệ sĩ     |
| ---- | ---------------------------------------- | ---------------------------------------------------- | ----------- |
| 1989 | Nghệ sĩ sắp tới                          | "Bambini" (Roberto Righini, Alfredo Rizzo)           | Paola Turci |
| 2009 | Sanremofestival.59 (cuộc thi trực tuyến) | "Buongiorno gente" (Annamaria Lequile, Luca Rustici) | Ania        |

## Giải thưởng "Mia Martini" của các nhà phê bình

### Hạng mụcNghệ sĩ lớnvà Nghệ sĩ mới

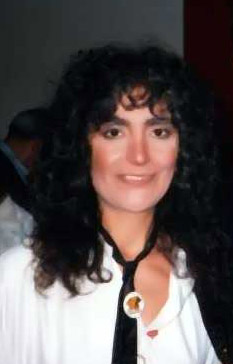
Mia Martini là người đầu tiên chiến thắng giải thưởng của các nhà phê bình vào năm 1982. Giải thưởng này sau đó được đổi tên theo tên của cô.

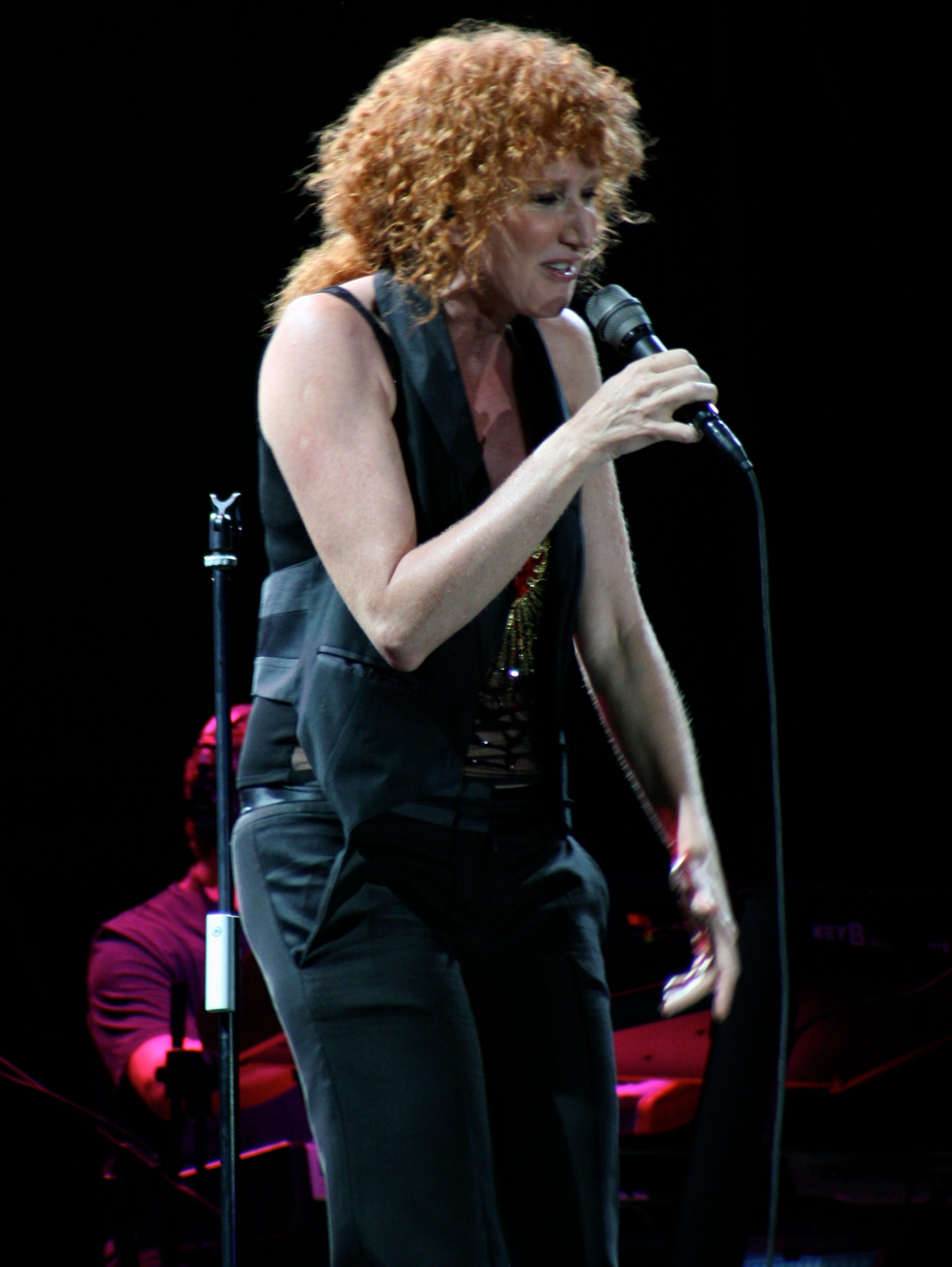
Fiorella Mannoia thắng giải thưởng của các nhà phê bình vào năm 1987 và 1988.

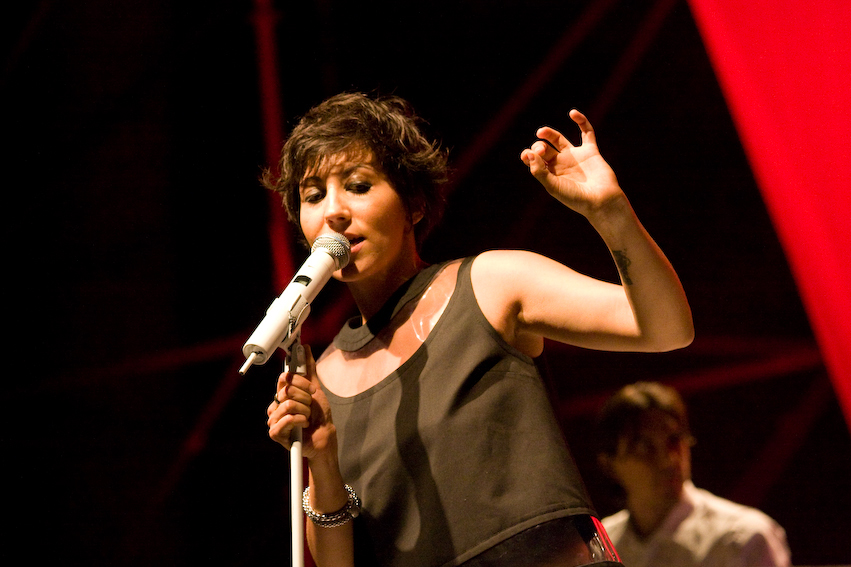
Malika Ayane thắng giải thưởng của các nhà phê bình vào các năm 2010 và 2015, lần lượt với các bài hát "Ricomincio da qui" và "Adesso e qui (nostalgico presente)".

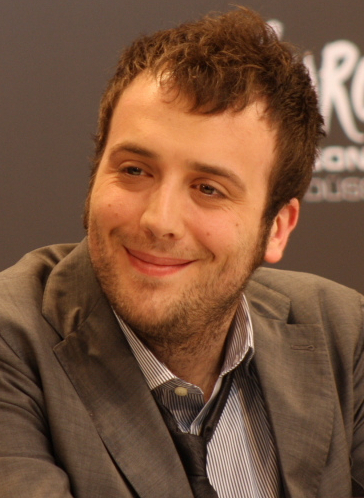
Raphael Gualazzi thắng giải thưởng của các nhà phê bình ở hạng mục Nghệ sĩ mới vào năm 2011, với bài hát "Follia d'amore".

| Năm  | Hạng mục Nghệ sĩ lớn | Hạng mục Nghệ sĩ mới                                                                                            |
| ---- | --- | --- |
| 1982 | "E non finisce mica il cielo" – Mia Martini (Ivano Fossati) | — |
| 1983 | "Vacanze romane" – Matia Bazar (Carlo Marrale, Giancarlo Golzi) | — |
| 1984 | "Per una bambola" – Patty Pravo (Maurizio Monti) | "La fenice" – Santandrea (Riccardo Cocciante, Rodolfo Santandrea)                                               |
| 1985 | "Souvenir" – Matia Bazar (Aldo Stellita, Carlo Marrale, Sergio Cossu)                                                                                               | "Il viaggio" – Mango (Giuseppe Mango)                                                                           |
| 1985 | "Souvenir" – Matia Bazar (Aldo Stellita, Carlo Marrale, Sergio Cossu)                                                                                               | "Bella più di me" – Cristiano De André (Roberto Ferri, Cristiano De André, Franco Mussida)                      |
| 1986 | "Rien ne va plus" – Enrico Ruggeri (Enrico Ruggeri) | "Grande grande amore" – Lena Biolcati (Stefano D'Orazio, Maurizio Fabrizio)                                     |
| 1987 | "Quello che le donne non dicono" – Fiorella Mannoia (Enrico Ruggeri, Luigi Schiavone)                                                                               | "Primo tango" – Paola Turci (Gaio Chiocchio, Mario Castelnuovo, Roberto Righini)                                |
| 1988 | "Le notti di maggio" – Fiorella Mannoia (Ivano Fossati) | "Sarò bellissima" – Paola Turci (Gaio Chiocchio, Roberto Righini)                                               |
| 1989 | "Almeno tu nell'universo" – Mia Martini (Bruno Lauzi, Maurizio Fabrizio)                                                                                            | "Canzoni" – Mietta (Amedeo Minghi)                                                                              |
| 1990 | "La nevicata del '56" – Mia Martini & Mijares (Carla Vistarini, Franco Califano, Massimo Cantini, Luigi Lopez)                                                      | "Disperato" – Marco Masini (Marco Masini, Giancarlo Bigazzi, Giuseppe Dati)                                     |
| 1991 | "La fotografia" – Enzo Jannacci & Ute Lemper (Enzo Jannacci) | "L'uomo che ride" – Timoria (Omar Pedrini)                                                                      |
| 1992 | "Pe' dispietto" – Nuova Compagnia di Canto Popolare (Corrado Sfogli, Paolo Raffone, Carlo Faiello)                                                                  | "Zitti zitti (Il silenzio è d'oro)" – Aereoplanitaliani (Alessio Bertallot, Roberto Vernetti, Francesco Nemola) |
| 1993 | "Dietro la porta" – Cristiano De André (Daniele Fossati, Cristiano De André)                                                                                        | "A piedi nudi" – Angela Baraldi (Angela Baraldi, Marco Bertoni, Enrico Serotti)                                 |
| 1994 | "Signor tenente" – Giorgio Faletti (Giorgio Faletti) | "I giardini d'Alhambra" – Baraonna (Fulvio Caporale, Vito Caporale)                                             |
| 1995 | "Come saprei" – Giorgia (Eros Ramazzotti, Giorgia Todrani, Vladimiro Tosetto, Adelio Cogliati)                                                                      | "Le voci di dentro" – Gloria (Giovanni Nuti, Celso Valli, Paolo Recalcati)                                      |
| 1996 | "La terra dei cachi" – Elio e le Storie Tese (Stefano Belisari, Rocco Tanica, Cesareo, Faso)                                                                        | "Al di là di questi anni" – Marina Rei (Frank Minoia, Marina Rei)                                               |
| 1997 | "E dimmi che non vuoi morire" – Patty Pravo (Vasco Rossi, Gaetano Curreri, Roberto Ferri)                                                                           | "Capelli" – Niccolò Fabi (Cecilia Dazzi, Niccolò Fabi, Riccardo Sinigallia)                                     |
| 1998 | "Dormi e sogna" – Piccola Orchestra Avion Travel (Domenico Ciaramella, Giuseppe D'Argenzio, Fausto Mesolella, Mario Tronco, Ferruccio Spinetti, Francesco Servillo) | "Senza confini" – Eramo & Passavanti (Pino Romanelli, Bungaro)                                                  |
| 1999 | "Aria" – Daniele Silvestri (Daniele Silvestri) | "Rospo" – Quintorigo (Andrea Costa, Massimo De Leonardis, Valentino Bianchi, Gionata Costa)                     |
| 2000 | "Replay" – Samuele Bersani (Samuele Bersani, Giuseppe D'Onghia) | "Noël" – Lythium (Stefano Piro)                                                                                 |
| 2000 | "Replay" – Samuele Bersani (Samuele Bersani, Giuseppe D'Onghia) | "Semplice sai" – Jenny B (Frank Minoia, Giovanna Bersola)                                                       |
| 2001 | "Luce (Tramonti a nord est)" – Elisa (Elisa Toffoli, Adelmo Fornaciari)                                                                                             | "Raccontami" – Francesco Renga (Francesco Renga, Umberto Iervolino)                                             |
| 2001 | "Luce (Tramonti a nord est)" – Elisa (Elisa Toffoli, Adelmo Fornaciari)                                                                                             | "Il signor domani" – Roberto Angelini (Roberto Angelini)                                                        |
| 2002 | "Salirò" – Daniele Silvestri (Daniele Silvestri) | "La marcia dei santi" – Archinuè (Francesco Sciacca)                                                            |
| 2003 | "Tutto quello che un uomo" – Sergio Cammariere (Roberto Kunstler, Sergio Cammariere)                                                                                | "Lividi e fiori" – Patrizia Laquidara (Giuseppe Romanelli, Patrizia Laquidara)                                  |
| 2004 | "Crudele" – Mario Venuti (Mario Venuti, Kaballà) | "Crudele" – Mario Venuti (Mario Venuti, Kaballà)                                                                |
| 2005 | "Colpevole" – Nicola Arigliano (Franco Fasano, Gianfranco Grottoli, Andrea Vaschetti)                                                                               | "Colpevole" – Nicola Arigliano (Franco Fasano, Gianfranco Grottoli, Andrea Vaschetti)                           |
| 2006 | "Un discorso in generale" – Noa, Carlo Fava & Solis String Quartet (Carlo Fava, Gianluca Martinelli)                                                                | "Un discorso in generale" – Noa, Carlo Fava & Solis String Quartet (Carlo Fava, Gianluca Martinelli)            |
| 2007 | "Ti regalerò una rosa" – Simone Cristicchi (Simone Cristicchi) | "Pensa" – Fabrizio Moro (Fabrizio Mobrici)                                                                      |
| 2008 | "Vita tranquilla" – Tricarico (Francesco Tricarico) | "Para parà rara" – Frank Head (Francesco Testa, Domenico Cardella)                                              |
| 2009 | "Il paese è reale" – Afterhours (Manuel Agnelli, Giorgio Ciccarelli, Rodrigo D'Erasmo, Enrico Gabrielli, Giorgio Prete, Roberto Dell'Era)                           | "Sincerità" – Arisa (Giuseppe Anastasi, Maurizio Filardo, Giuseppe Mangiaracina)                                |
| 2010 | "Ricomincio da qui" – Malika Ayane (Malika Ayane, Pacifico, Ferdinando Arnò)                                                                                        | "L'uomo che amava le donne" – Nina Zilli (Maria Chiara Fraschetta, Giuseppe Rinaldi)                            |
| 2011 | "Chiamami ancora amore" – Roberto Vecchioni (Roberto Vecchioni, Claudio Guidetti)                                                                                   | "Follia d'amore" – Raphael Gualazzi (Raphael Gualazzi)                                                          |
| 2012 | "Un pallone" – Samuele Bersani (Samuele Bersani) | "Nella vasca da bagno del tempo" – Erica Mou (Erica Musci)                                                      |
| 2013 | "La canzone mononota" – Elio e le Storie Tese (Stefano Belisari, Sergio Conforti, Davide Civaschi, Nicola Fasani)                                                   | "Il postino (amami uomo)" – Renzo Rubino (Renzo Rubino, Andrea Rodini)                                          |
| 2014 | "Invisibili" – Cristiano De André (Fabio Ferraboschi, Cristiano De André)                                                                                           | "Senza di te" – Zibba (Sergio Vallarino, Andrea Balestrieri)                                                    |
| 2015 | "Adesso e qui (nostalgico presente)" – Malika Ayane (Malika Ayane, Pacifico, Giovanni Caccamo, Alessandra Flora)                                                    | "Ritornerò da te" – Giovanni Caccamo (Giovanni Caccamo)                                                         |
| 2016 | "Cieli immensi" – Patty Pravo (Fortunato Zampaglione) | "Amen" – Francesco Gabbani (Fabio Ilacqua, Francesco Gabbani)                                                   |
| 2017 | "Vietato Morire" - Ermal Meta (Ermal Meta) | "Canzone per Federica" - Maldestro (Antonio Prestieri)                                                          |
| 2018 | "Almeno pensami" - Ron (Lucio Dalla) | "Specchi rotti" - Alice Caioli (Alice Caioli, Paolo Muscolino)                                                  |
| 2019 | "Argentovivo" - Daniele Silvestri (Daniele Silvestri, Tarek Iurcich, Manuel Agnelli, Fabio Rondanini)                                                               | "Argentovivo" - Daniele Silvestri (Daniele Silvestri, Tarek Iurcich, Manuel Agnelli, Fabio Rondanini)           |

## Các ca sĩ song ca nước ngoài tiêu biểu

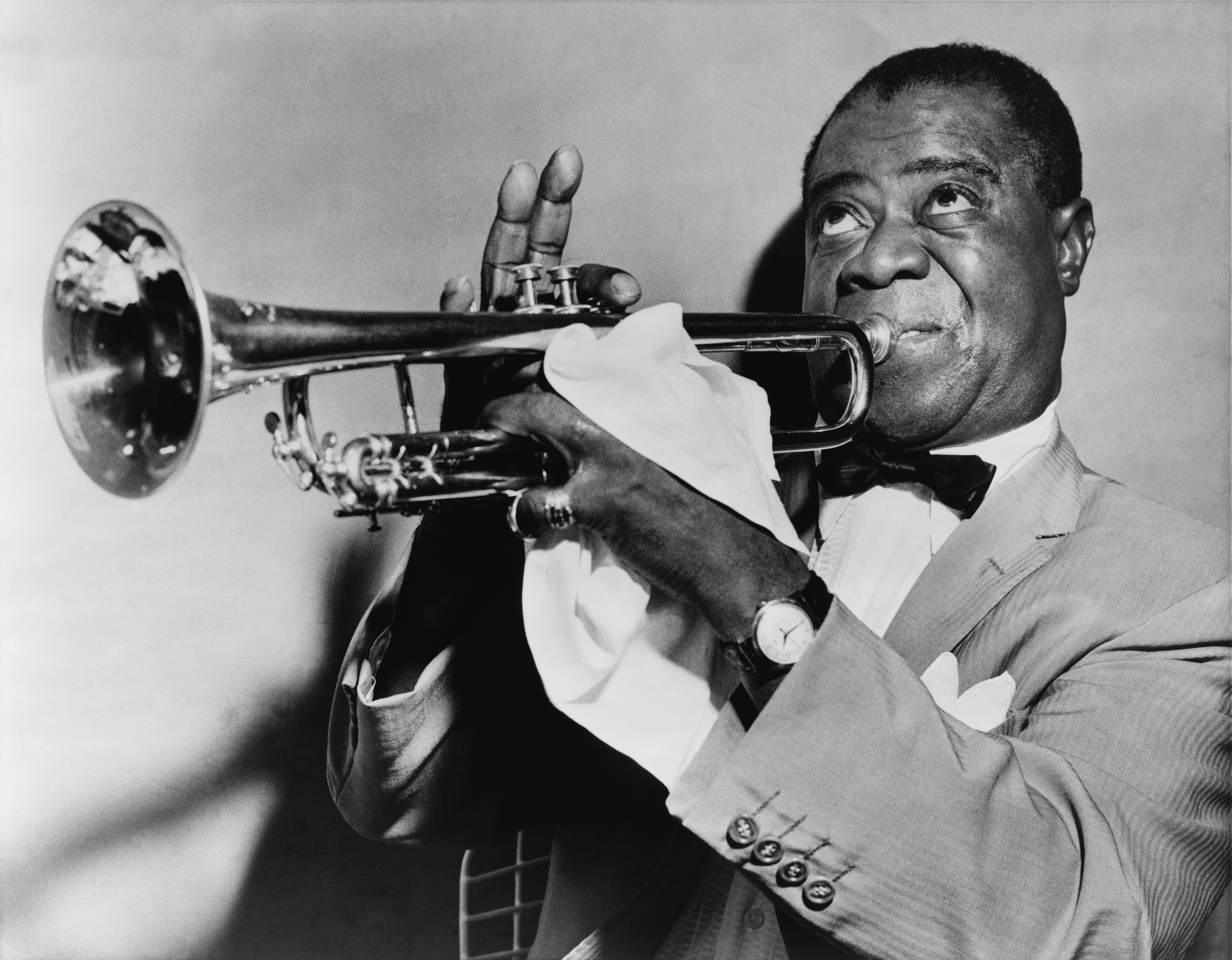
Louis Armstrong tham gia Nhạc hội năm 1968.

Các nghệ sĩ tiêu biểu của giai đoạn này bao gồm:
- 1964: Peggy March, thành viên cùng đội với Claudio Villa với bài hát "Passo su passo", chỉ trong vòng bán kết.[148][149]
- 1965: Connie Francis, thành viên cùng đội với Gigliola Cinquetti với bài hát "Ho bisogno di vederti".[150]
- 1965: Petula Clark, thành viên cùng đội với Betty Curtis với bài hát "Invece no".[151]
- 1965: Dusty Springfield, thành viên cùng đội với Gianni Mascolo với bài hát "Di fronte all'amore", chỉ trong vòng bán kết.[151]
- 1965: Audrey Arno, thành viên cùng đội với Remo Germani với bài hát "Prima o poi".[151]
- 1966: Gene Pitney, thành viên cùng đội với Caterina Caselli với bài hát "Nessuno mi può giudicare".[152]
- 1966: Pat Boone, thành viên cùng đội với Peppino Gagliardi với bài hát "Se tu non fossi qui"[152]
- 1967: Dalida, thành viên cùng đội với Luigi Tenco với bài hát "Ciao, amore ciao", chỉ trong vòng bán kết.[153]
- 1968: Roberto Carlos, thành viên cùng đội với Sergio Endrigo với bài hát "Canzone per te" (thắng cuộc).[154]
- 1968: Bobbie Gentry, thành viên cùng đội với Al Bano với bài hát "La siepe".[154]
- 1968: Dionne Warwick, thành viên cùng đội với Tony del Monaco với bài hát "La voce del silenzio".[154]
- 1968: Louis Armstrong, thành viên cùng đội với Lara Saint Paul với bài hát "Mi va di cantare".[154]
- 1968: Wilson Pickett, thành viên cùng đội với Fausto Leali với bài hát "Deborah".[154]
- 1969: Mary Hopkin, thành viên cùng đội với Sergio Endrigo với bài hát "Lontano dagli occhi" (hạng nhì).[155]
- 1969: Stevie Wonder, thành viên cùng đội với Gabriella Ferri với bài hát "Se tu ragazzo mio", chỉ trong vòng bán kết.[155]
- 1971: José Feliciano, thành viên cùng đội với Ricchi e Poveri với bài hát "Che sarà" (hạng nhì).[156]
- 1990: Ray Charles, thành viên cùng đội với Toto Cutugno với bài hát "Gli amori" (hạng nhì).

## Dẫn chương trình

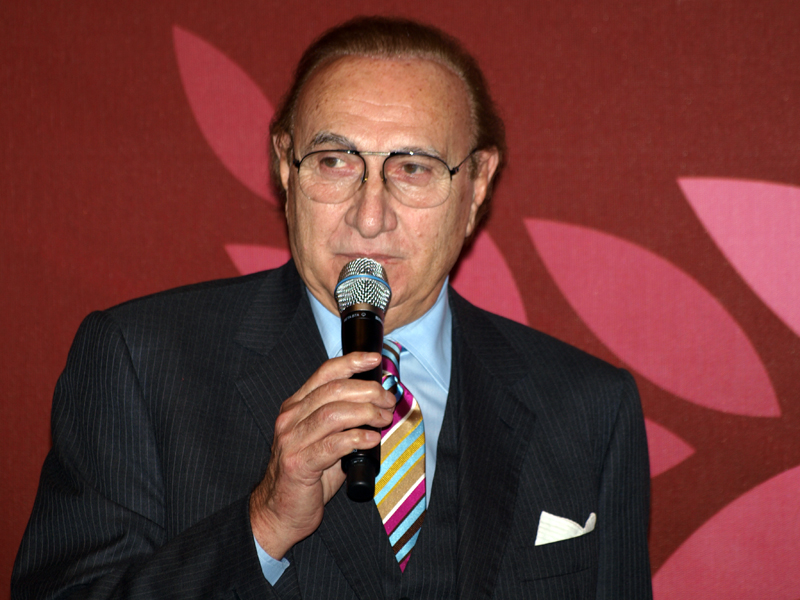
Pippo Baudo giới thiệu tiết mục tại Nhạc hội Sanremo lần thứ 13.

Nhạc hội Sanremo đầu tiên có người dẫn chương trình là Nunzio Filogamo. Ông cũng là dẫn chương trình của ba kì Nhạc hội kế tiếp. Năm 2003, Pippo Baudo lần thứ 11 trở thành người dẫn chương trình của Nhạc hội, cân bằng kỷ lục trước đó của Mike Bongiorno. Ông sau đó giữ kỷ lục này với việc dẫn chương trình cho Nhạc hội vào các năm 2007 và 2008.
Dưới đây là danh sách đầy đủ những người dẫn chương trình qua các kì Nhạc hội:
- 1951 – Nunzio Filogamo
- 1952 – Nunzio Filogamo
- 1953 – Nunzio Filogamo
- 1954 – Nunzio Filogamo
- 1955 – Armando Pizzo, Maria Teresa Ruta
- 1956 – Fausto Tommei, Maria Teresa Ruta
- 1957 – Nunzio Filogamo, Marisa Allasio, Fiorella Mari
- 1958 – Gianni Agus, Fulvia Colombo
- 1959 – Enzo Tortora, Adriana Serra
- 1960 – Enza Sampò, Paolo Ferrari
- 1961 – Lilly Lembo, Giuliana Calandra
- 1962 – Renato Tagliani, Laura Efrikian, Vicky Ludovisi
- 1963 – Mike Bongiorno, Edy Campagnoli, Rossana Armani, Giuliana Copreni, Maria Giovannini
- 1964 – Mike Bongiorno, Giuliana Lojodice
- 1965 – Mike Bongiorno, Grazia Maria Spina
- 1966 – Mike Bongiorno, Paola Penni, Carla M. Puccini
- 1967 – Mike Bongiorno, Renata Mauro
- 1968 – Pippo Baudo, Luisa Rivelli
- 1969 – Nuccio Costa, Gabriella Farinon
- 1970 – Nuccio Costa, Enrico Maria Salerno, Ira Fürstenberg
- 1971 – Carlo Giuffrè, Elsa Martinelli
- 1972 – Mike Bongiorno, Sylva Koscina
- 1973 – Mike Bongiorno, Gabriella Farinon
- 1974 – Corrado, Gabriella Farinon
- 1975 – Mike Bongiorno, Sabina Ciuffini
- 1976 – Giancarlo Guardabassi
- 1977 – Mike Bongiorno, Maria Giovanna Elmi
- 1978 – Beppe Grillo, Maria Giovanna Elmi, Stefania Casini, Vittorio Salvetti
- 1979 – Mike Bongiorno, Annamaria Rizzoli
- 1980 – Claudio Cecchetto, Roberto Benigni, Olimpia Carlisi, Daniele Piombi
- 1981 – Claudio Cecchetto, Eleonora Vallone, Nilla Pizzi, Franco Solfiti
- 1982 – Claudio Cecchetto, Patrizia Rossetti, Daniele Piombi
- 1983 – Andrea Giordana, Emanuela Falcetti, Anna Pettinelli, Isabel Russinova, Daniele Piombi, Roberta Manfredi
- 1984 – Pippo Baudo, Elisabetta Gardini, Edy Angelillo, Iris Peynado, Tiziana Pini, Isabella Rocchietta và Viola Simoncioni[160]
- 1985 – Pippo Baudo, Patty Brard
- 1986 – Loretta Goggi, Anna Pettinelli, Sergio Mancinelli, Mauro Micheloni
- 1987 – Pippo Baudo, Carlo Massarini
- 1988 – Miguel Bosè, Gabriella Carlucci, Carlo Massarini, Kay Sandvik, Lara St.Paul, Memo Remigi
- 1989 – Rosita Celentano, Paola Dominguin, Danny Quinn, Gianmarco Tognazzi, Kay Sandvik, Ann Clare Matz
- 1990 – Johnny Dorelli, Gabriella Carlucci
- 1991 – Edwige Fenech, Andrea Occhipinti
- 1992 – Pippo Baudo, Milly Carlucci, Alba Parietti, Brigitte Nielsen[160]
- 1993 – Pippo Baudo, Lorella Cuccarini
- 1994 – Pippo Baudo, Anna Oxa, Cannelle
- 1995 – Pippo Baudo, Anna Falchi, Claudia Koll
- 1996 – Pippo Baudo, Valeria Mazza, Sabrina Ferilli
- 1997 – Mike Bongiorno, Piero Chiambretti, Valeria Marini
- 1998 – Raimondo Vianello, Eva Herzigova, Veronica Pivetti
- 1999 – Fabio Fazio, Renato Dulbecco, Laetitia Casta
- 2000 – Fabio Fazio, Luciano Pavarotti, Teo Teocoli, Ines Sastre
- 2001 – Raffaella Carrà, Megan Gale, Enrico Papi, Massimo Ceccherini
- 2002 – Pippo Baudo, Manuela Arcuri, Vittoria Belvedere
- 2003 – Pippo Baudo, Serena Autieri, Claudia Gerini
- 2004 – Simona Ventura, Paola Cortellesi, Gene Gnocchi
- 2005 – Paolo Bonolis, Antonella Clerici, Federica Felini
- 2006 – Giorgio Panariello, Victoria Cabello, Ilary Blasi
- 2007 – Pippo Baudo, Michelle Hunziker
- 2008 – Pippo Baudo, Piero Chiambretti, Andrea Osvart, Bianca Guaccero
- 2009 – Paolo Bonolis, Luca Laurenti
- 2010 – Antonella Clerici
- 2011 – Gianni Morandi, Elisabetta Canalis, Belen Rodriguez, Luca Bizzarri, Paolo Kessisoglu
- 2012 – Gianni Morandi, Ivana Mrazova, Rocco Papaleo[161]
- 2013 – Fabio Fazio, Luciana Littizzetto[162]
- 2014 – Fabio Fazio, Luciana Littizzetto
- 2015 – Carlo Conti, Arisa, Emma, Rocío Muñoz Morales
- 2016 – Carlo Conti, Gabriel Garko, Virginia Raffaele, Madalina Ghenea
- 2017 – Carlo Conti, Maria De Filippi
- 2018 – Claudio Baglioni, Michelle Hunziker, Pierfrancesco Favino
- 2019 – Claudio Baglioni, Virginia Raffaele, Claudio Bisio

## Tranh cãi

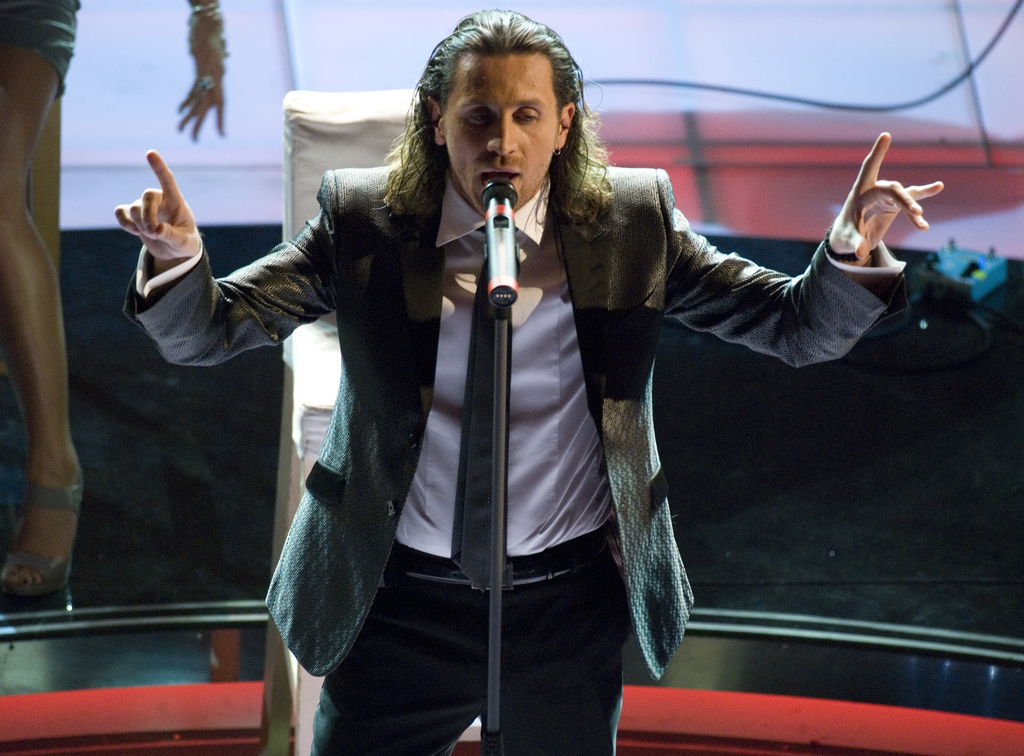
Povia tại Nhạc hội Sanremo 2007.

Năm 2009, bài hát "Luca era gay" (tiếng Việt: Luca Là Gay), được viết và thể hiện bởi Povia, bị nhiều tổ chức của người đồng tính nam cho là một bài hát chống lại người đồng tính nam. Tranh cãi cũng nổ ra do tên nhân vật trong bài hát: theo Aurelio Mancuso, chủ tịch của Arcigay, tên này ám chỉ đến Luca Tolvi, người khẳng định rằng Joseph Nicolosi đã chữa việc đồng tính cho anh. 
Povia phủ nhận ý kiến này và khẳng định rằng bài hát nói về một người đàn ông anh gặp trên một chuyến tàu có tên thật là Massimiliano. Bài hát đạt vị trí thứ nhì chung cuộc trong Nhạc hội năm đó.

## Chuyện bên lề
- Trong The Talented Mr. Ripley của Patricia Highsmith và các bộ phim chuyển thể, Dickie Greenleaf mời Tom Ripley đến Nhạc hội Sanremo để thưởng thức một chút nhạc jazz, như là một cử chỉ từ biệt trước khi đưa Ripley đi theo đường của anh. Các sự kiện tiếp sau tại Sanremo có ảnh hưởng lớn đến các nhân vật.
- Năm 1960, huyền thoại nhạc pop tương lai của Ý Mina Mazzini ra mắt tại Sanremo.[167] Cuộc thi ca hát này đã giúp bắt đầu sự nghiệp của cô.
- Bài hát "Perdere l'amore" được Gianni Nazzaro đề xuất vào năm 1987 và bị loại khỏi danh sách bài hát công chiếu sơ bộ. Một năm sau, bài hát được đề xuất bởi Massimo Ranieri và chiến thắng cuộc thi.[168]
- Năm 1990, Patty Pravo từ chối cơ hội tham gia Nhạc hội Sanremo với bài hát "Donna con te", sau này được Anna Oxa thể hiện trong Nhạc hội.[169]
- Năm 2007, bài hát "Bruci la città" bị loại bỏ trong quá trình công chiếu, chủ yếu do quyết định của chỉ đạo nghệ thuật cuộc thi năm đó Pippo Baudo, người sau đó giải thích rằng quyết định được đưa ra do chất lượng kém của bản mẫu nhận được.[170] Tuy nhiên, bài hát sau đó được phát hành bởi Irene Grandi và trở thành một trong số những hit lớn nhất của cô.[171]